# Calendario permanente Hanke-Henry
El calendario permanente Hanke-Henry es un nuevo calendario propuesto que tiene por objeto reformar el actual calendario gregoriano, haciendo todos los años iguales. Con el calendario permanente de Hanke-Henry, cada fecha del año cae siempre el mismo día de la semana.

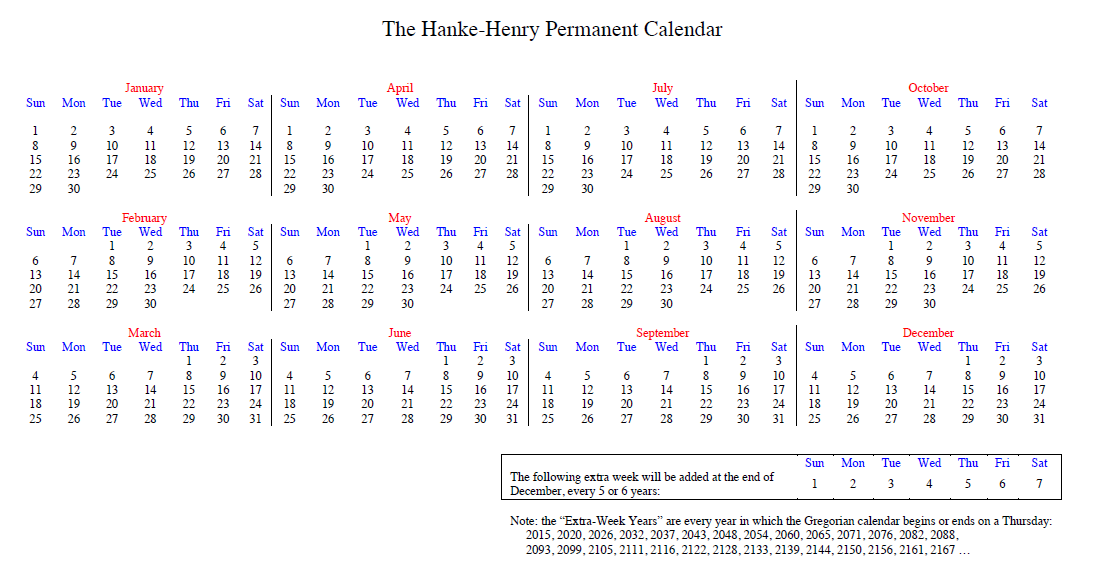
El calendario permanente Hanke-Henry.

## Ventajas
- Todos los trimestres tienen el mismo número de días simplificando los cálculos financieros.[2]
- A diferencia de muchas otras propuestas de reforma, esta no cambia los días de la semana.
- Debido a que los días de la semana siguen siendo los mismos, no debería haber ninguna objeción de los grupos religiosos preocupados por días de semana santos.

## Desventajas
- Días festivos como Navidad y Año Nuevo, así como los cumpleaños, siempre se producen en el mismo día de la semana cada año.
- El calendario en sí es permanente, no cambia año a año, con la excepción de la necesidad de añadir una semana al final de cada 5 o 6 años.
- No está tan alineado con el año solar como el actual calendario gregoriano y algunos calendarios de reforma propuestos.
- Requiere seguir utilizando el calendario gregoriano para determinados fines agrícolas.
- El calendario se inicia el mismo día cada año, el domingo 1 de enero.

## Corrección de las variaciones estacionales
Aunque la mayoría de las reformas del calendario tienen como objetivo hacer el calendario más exacto, el calendario permanente Hanke-Henry se centra en hacer el calendario más conveniente, porque cada fecha cae en el mismo día de la semana. 

La variación que se produce como resultado del día de 24 horas, por ser ligeramente más corto que el día solar verdadero, es corregida mediante la adición de una semana extra cada cinco o seis años a finales de diciembre, para que el calendario este en sincronización con el cambio de estación que realiza la Tierra cuando gira alrededor del Sol. Se ha propuesto que esta semana extra o "mini-mes" sea conocido como "XTR (o extra)". 

Bajo el calendario permanente Hanke-Henry hay dos meses de 30 días, seguido por un mes de 31 días. Aunque se cambie la duración de los meses, las semanas y los días permanecen idénticos en cuanto a su duración.